# Візенау
Візенау (нім. Wiesenau) — громада в Німеччині, розташована в землі Бранденбург. Входить до складу району Одер-Шпре. Складова частина об'єднання громад Брісков-Фінкенгерд.
Площа — 29,59 км2. Населення становить 1265 ос. (станом на 31 грудня 2020).

## Галерея

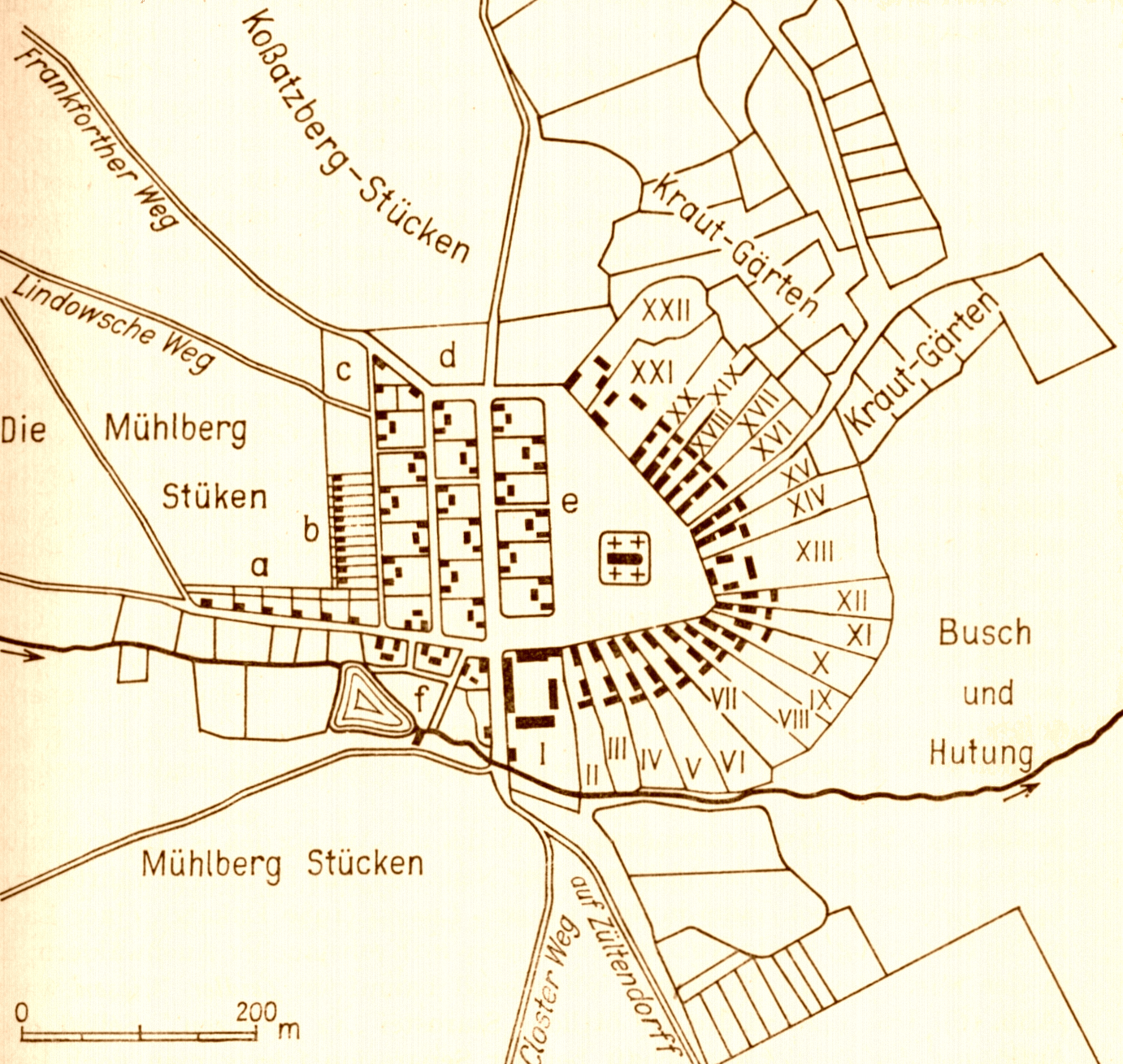
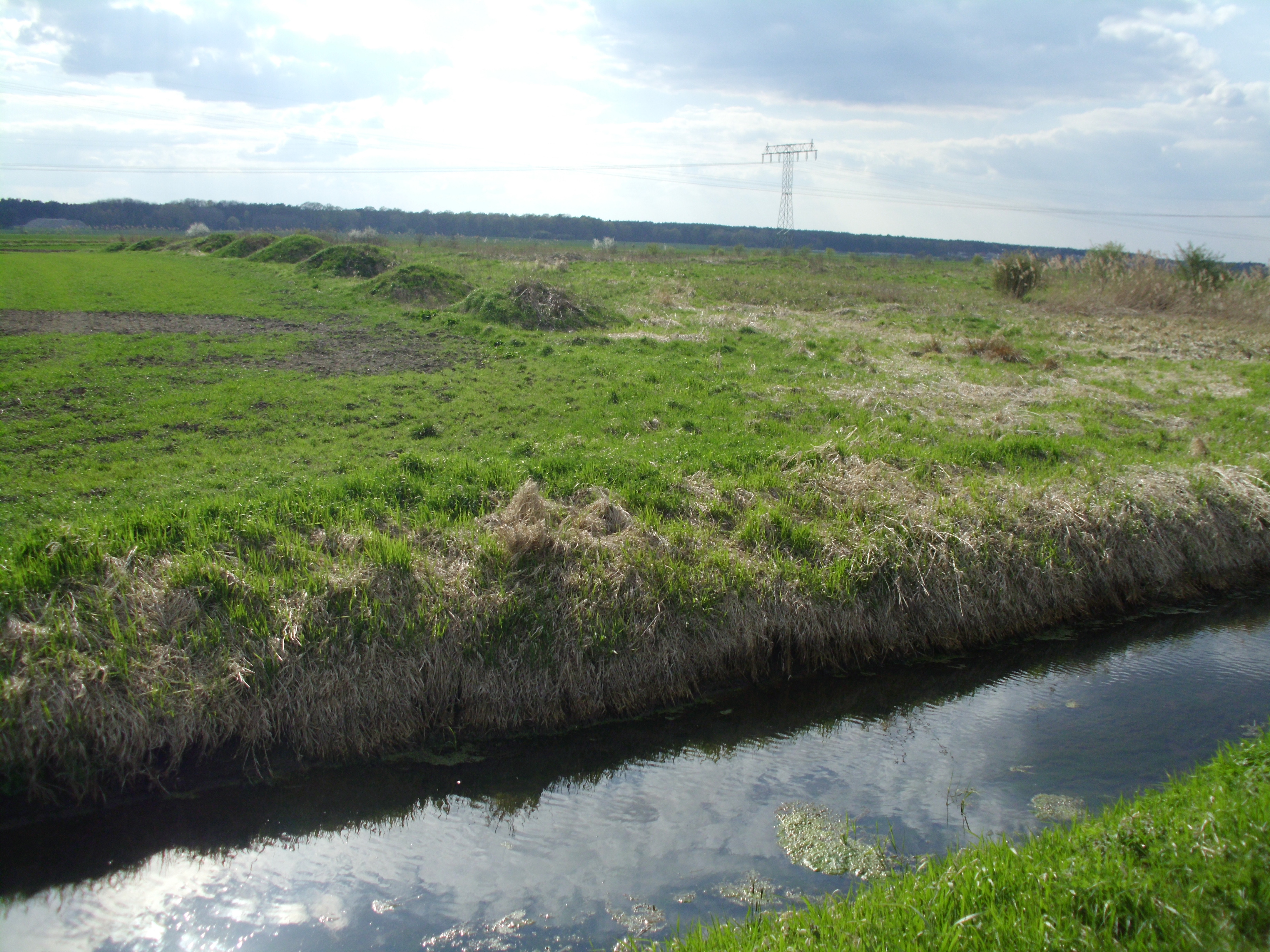
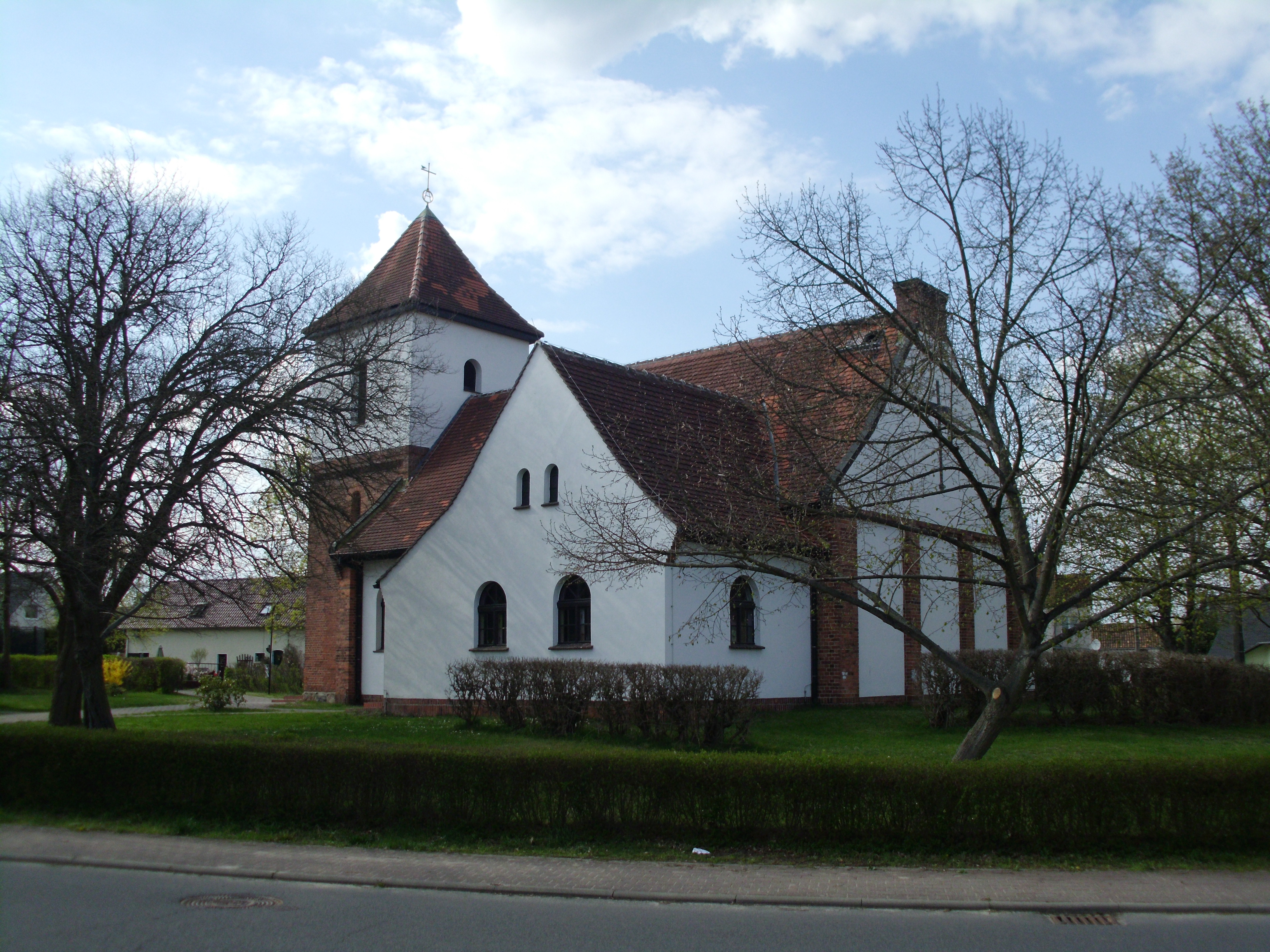
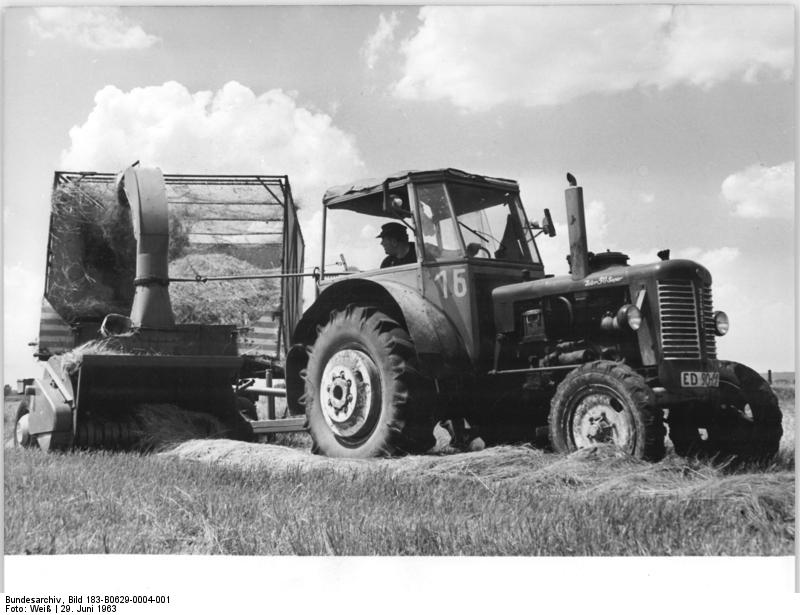